# Eichenmühle (Plankenfels)
Eichenmühle ist ein Gemeindeteil der Gemeinde Plankenfels im Landkreis Bayreuth (Oberfranken, Bayern). Eichenmühle liegt in der Gemarkung Plankenfels.

## Geografie
Die Einöde Eichenmühle liegt im nördlichen Teil der Fränkischen Schweiz am oberen Lauf der Wiesent. Die Nachbarorte sind Plankenfels im Norden, Schlotmühle im Nordosten, Aalkorb im Süden, Kaupersberg im Südwesten und Schressendorf im Nordwesten. Eichenmühle ist von dem etwa einen halben Kilometer entfernten Plankenfels über die Staatsstraßen St 2191 und St 2188 sowie eine kurze Stichstraße erreichbar.

## Geschichte
Eichenmühle ist seit der mit dem bayerischen Gemeindeedikt von 1818 erfolgten Gemeindegründung ein Gemeindeteil von Plankenfels. Vor der Eingemeindung hatte Eichenmühle 1961 zehn Einwohner und ein Wohngebäude.

## Baudenkmäler
Einziges Baudenkmal ist die aus dem 18. Jahrhundert stammende Mühle.